# StyleGAN

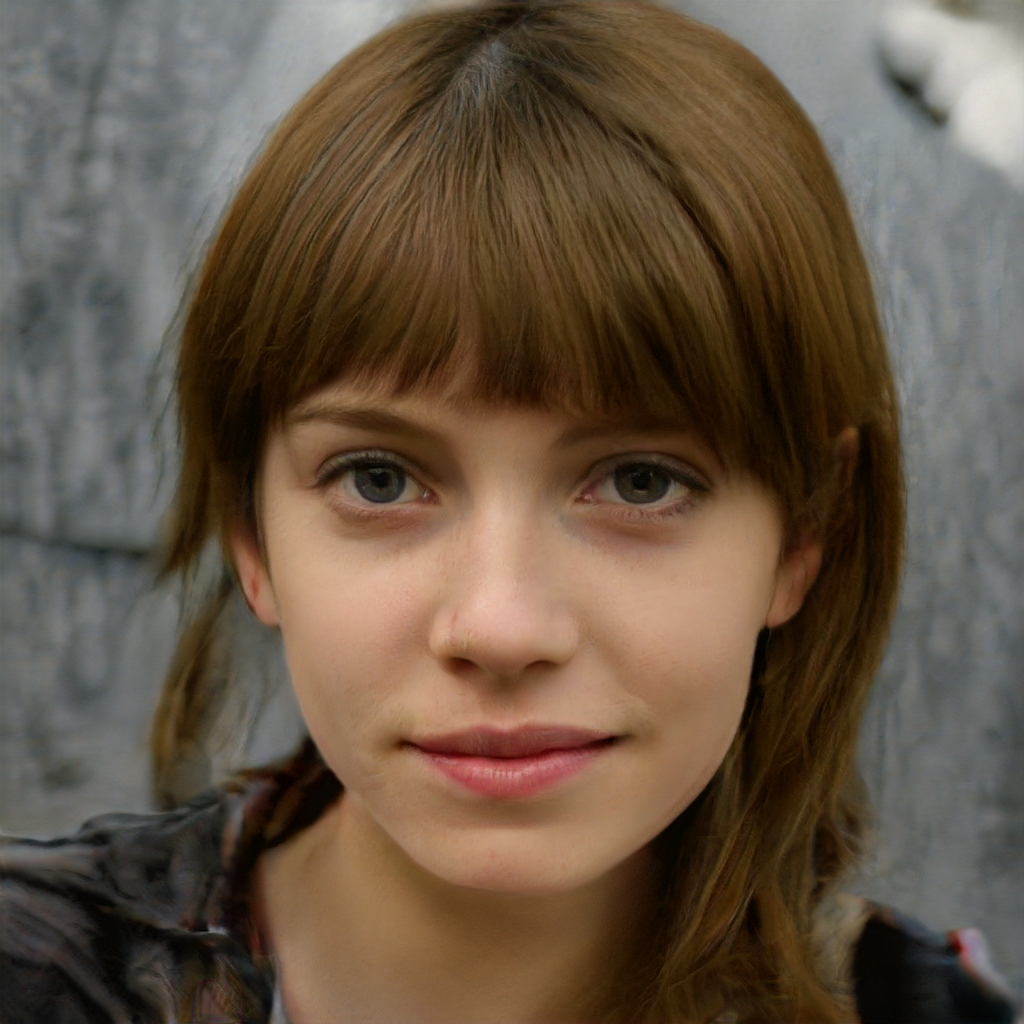
Ein von einem StyleGAN erzeugtes Bild, das täuschend echt wie ein Porträt einer jungen Frau aussieht. Dieses Bild wurde durch eine künstliche Intelligenz erzeugt, die auf einer Analyse von Porträts basiert.

StyleGAN ist ein generatives kontradiktorisches Netzwerk (GAN). Es wurde von Entwicklern der Firma Nvidia im Dezember 2018 eingeführt; dessen Quellcode wurde im Februar 2019 veröffentlicht.
StyleGAN ist abhängig von der Nvidia-Software CUDA, GPUs und TensorFlow.

## Geschichte
Im Dezember 2018 verteilten Nvidia-Forscher einen Vordruck mit der dazugehörigen Software, in der StyleGAN vorgestellt wurde, ein GAN zur Erstellung einer unbegrenzten Anzahl von (oft überzeugenden) Porträts von falschen menschlichen Gesichtern. StyleGAN konnte auf den Standard-GPU-Prozessoren von Nvidia ausgeführt werden.
Im Februar 2019 verwendete der bei Uber tätige Ingenieur Phillip Wang die Software zum Erstellen der Website This Person Does Not Exist (deutsch: Diese Person existiert nicht), die bei jedem erneuten Laden einer Webseite ein neues Gesicht anzeigte. Wang selbst brachte sein Erstaunen darüber zum Ausdruck, dass Menschen sich entwickelten, um menschliche Gesichter spezifisch zu verstehen, und dass StyleGAN dennoch wettbewerbsfähig „alle relevanten Merkmale (menschlicher Gesichter) heraussuchen und sie auf eine kohärente Weise neu zusammensetzen kann“.
Im September 2019 veröffentlichte eine Website namens Generated Photos 100.000 Bilder als Sammlung von Stockfotos. Die Sammlung wurde unter Verwendung eines privaten Datensatzes erstellt, der in einer kontrollierten Umgebung mit ähnlichem Licht und ähnlichen Winkeln aufgenommen wurde.
In ähnlicher Weise verwendeten zwei Fakultäten der Information School der University of Washington StyleGAN, um Welches Gesicht ist echt? zu erstellen, was die Besucher herausforderte, nebeneinander zwischen einem falschen und einem echten Gesicht zu unterscheiden. Die Fakultäten erklärten, die Absicht sei es, die Öffentlichkeit über die Existenz dieser Technologie aufzuklären.
Die zweite Version von StyleGAN mit dem Namen StyleGAN2 wurde am 5. Februar 2020 veröffentlicht. Sie entfernt einige der charakteristischen Artefakte und verbessert die Bildqualität.

## Verwandte Themen
Die Technologie zog Vergleiche mit Deepfakes nach sich, und die mögliche Verwendung für finstere Zwecke wurde diskutiert.
Im Dezember 2019 nahm Facebook ein Netzwerk von Konten mit falschen Identitäten vom Netz und erwähnte, dass einige von ihnen Profilbilder verwendet hatten, die mit künstlicher Intelligenz erstellt wurden.

### Abgeleitete Werke
- Face editing with Generative Adversarial Networks - youtube